# 佐竹昌一郎
佐竹 昌一郎（さたけ しょういちろう、1959年12月19日 - ）は、日本の美術商、ギャラリー・ショウ・コンテンポラリー・アートの創立者兼ディレクター。

## 経歴
1959年12月19日、東京都生まれ。1978年3月、海城高等学校卒業。1979年9月、カリフォルニア大学バークレー校(UC Berkeley)入学。Letters and Science学部に学んだ後、1982年、冬季からカリフォルニア大学ロサンゼルス校(UCLA)に転校、同校芸術学部を1983年12月に卒業。
1984年8月、三晶実業株式会社(創業者 傳在源）の美術画廊部門として、ギャラリー・ショウ(galerie sho)を東京日本橋に開廊。ギャラリー運営では当時国内ではアメリカ西海岸のアーティストの作品を紹介する傍ら、Andy Warhol, Jean-Michel Basquiat, Keith Haringを中心とするAmerican Pop Artを扱う。
1990年以降、ギャラリー名を Galerie Sho Contemporary Art（ギャラリー・ショウ・コンテンポラリー・アート）と改名し、現代写真の分野でHelmut NewtonやBettina Rheimsらとプロジェクトを展開する。
2000年以降数度のギャラリーのリニューアルを経て、『アンバランスと協調』をテーマに2014年8月にギャラリー・ショウ・コンテンポラリー・アートを改名し、サロン型ギャラリー・スペース「Shoichiro」とプロジェクト型ギャラリー「ProjeKcts by ProjeKcts」を設立。
幾度かの展覧会を開催した後、2015年10月にギャラリー運営から離れ、フリーランスのアート・コンサルタント、アート・アドバイザーに転身。
2017年9月より株式会社 Sho plus 1 (Sho + 1) を立ち上げ新たなアートプロジェクト活動を再開する。